# Аббас II (шах Ирана)
Аббас II (перс. عباس دوم‎; азерб. II Abbas Səfəvi; 31 декабря 1632 — 1667) — шах Ирана с мая 1642 года из династии Сефевидов.

## Биография
Взошёл на престол в 1642 году после смерти своего отца Сефи I. Аббас II часто и много пил вина и слыл безвольным правителем. В правлении государством слишком доверялся прихоти придворной знати; однако при этом его правление было отмечено взятием обратно ранее потерянного Кандагара в 1649 году, само государство и экономика были на подъёме, что отмечалось и европейскими путешественниками, посещавшими Персию.
Аббас II поддерживал тесные торговые связи с Русским царством. Во время похода войска Аббаса II на Северный Кавказ был сожжён русский форпост — Сунженский острог. В 1664 году Аббас II дал русским купцам привилегию на свободную торговлю в персидских владениях.
При Аббасе II до семи тысяч узбеков со своими эмирами и с одним из царевичей, вследствие междоусобий в Мавераннахре, искали убежища в Иране и были приняты на шахскую службу. В Закавказье было принудительно набрано семь тысяч девушек, которых раздали узбекам в жёны.
Отношения Сефевидской державы с Османской империей оставались мирными до 20-х годов XVIII века, так как между обеими государствами установилось равновесие сил и возобновление военных действий казалось обоим правительствам бесперспективным.
При Аббасе II усилилась роль европейских купцов в Иране, были даны привилегии французским купцам. До этого аналогичные преференции в беспошлинной торговле шёлком были выданы Сефи I английским и голландским купцам.
Умер в 1667 году.